# Megachile pycnocephala
Megachile pycnocephala is een vliesvleugelig insect uit de familie Megachilidae. De wetenschappelijke naam van de soort is voor het eerst geldig gepubliceerd in 1966 door Pasteels.